# La Tragédie du démon
La Tragédie du démon (Batman/Demon: A Tragedy) est une bande dessinée de super-héros écrite par l'Écossais Alan Grant et dessinée par le Britannique Jim Murray.
Publié directement en album par DC Comics en 2000 dans la collection « Elseworlds », ce comics met en scène le vengeur masqué Batman et le démon Etrigan.
La première traduction en français a été publiée en 2001 par Soleil.

## Synopsis
Un démon rôde dans une Gotham héroïc-fantasy, massacrant tous les gangsters et vilains qui croisent son chemin. Le riche Bruce Wayne se sent étrangement concerné par cette sale affaire.

## Personnages
- Batman/Bruce Wayne
- Etrigan
- James Gordon
- Catwoman
- Killer Croc
- Poison Ivy
- Merlin
- Alfred Pennyworth

## Éditions
- DC Comics, 2000 : première publication en anglais.
- Soleil Productions, 2001 : première publication en français.

### Documentation
- Jean-Pierre Fuéri, « Batman enfin démonté ! », BoDoï, no 42,‎ juin 2001, p. 10.